# Salinas, Minas Gerais
Salinas este un oraș în Minas Gerais (MG), Brazilia.